# Walt Disney Direct-to-Consumer & International
Walt Disney Direct-to-Consumer & International (DTCI) fue una división empresarial y filial de The Walt Disney Company que consta de los servicios de streaming de Disney, negocios de medios de comunicación extranjeros, ventas publicitarias globales para ESPN, ABC, Fox, FX Networks, National Geographic y los canales marca Disney (Disney Channel, Disney XD, Disney Junior, etc). Como parte de la formación de la compañía, Disney Streaming Services ha sido colocado bajo "Direct-to-Consumer and International".

## Historia
Disney y Sony formaron en 1997 una cobertura de distribución de películas en cinco países al sureste de Asia. De 1999 a 2000, Bob Iger era presidente de Walt Disney Internacional y de ABC TV Group. Hasta su promoción a presidente y CEO de The Walt Disney Company.
Andy Bird se convirtió en el siguiente presidente de Walt Disney International en 2004.
En el momento de la designación de Bird, la mayoría de las unidades de los países excepto en América Latina operaban de forma independiente. Bird tomó la operación de Latinoamérica como guía para otras regiones. Diego Lerner, quién dirige Disney Latinoamérica, así también fue nombrado Presidente de Disney Europa, África & de Oriente Medio en 2009.
Buena Vista International y Sony Pictures Releasing International formaron 14 empresas conjuntas de distribución en México, Brasil, Tailandia, Singapur y Filipinas. Otra empresa conjunta de distribución Buena Vista-Sony se creó en Rusia en diciembre de 2006.
Las oficinas de Walt Disney Company CIS en Rusia se abrieron en 2006. El plan original de la compañía era el lanzamiento de tres películas por año. En 2009, Disney CIS lanzó su primera película en ruso, The Book of Masters, que recaudó 10.8 millones de dólares con un presupuesto de 8 millones de dólares. En abril de 2011, la compañía anunció que el director Vladimir Grammatikov fue contratado por la compañía como productor creativo, mientras que otras dos películas rusas comenzaron su producción, un cuento de hadas y una historia para jóvenes. En cambio, la división del país tomó una pausa de siete años y luego anunció en abril de 2016 la producción de The Last Knight . El 26 de noviembre de 2017, la película se convirtió en el lanzamiento en idioma local de mayor recaudación de todos los tiempos en Rusia con 1.68 mil millones de rublos ($28.8 millones USD).
Walt Disney Internacional en 2014 nombró a Luke Kang para encabezar la división en China.
Paul Candland fue promovido de presidente de Walt Disney Japan a presidente de The Walt Disney Company Asia que consta de Japón, Corea, el sureste de Asia, y de China en julio de 2014. Mientras Stanley Cheung ha sido promovido de director gestor a presidente de TWDC China. Ambos supervisados por a Andy Bird, presidente de Walt Disney International.
Con la jubilación del director ejecutivo de Asia (Paul Candland) después de 19 años, se retiró en septiembre de 2017, Disney partió la región de Asia en dos, Asia del norte y Asia del sur. Asia del norte consta de Japón, Corea del Sur y China y el director ejecutivo es Kang. Mientras, Asia Del sur combinó a India y Asia del este y del sur con el director ejecutivo de la división de India Mahesh Samat que tomaría el liderazgo en la unidad el 1 de octubre. También en septiembre, Lerner fue transferido a un nuevo puesto dentro de Disney International con Rebecca Campbell, entonces presidenta de ABC Daytime y ABC Owned Television Stations, nombre que lo reemplazará como Presidente de Disney EMEA. En febrero de 2017, Sony Pictures se retiró de la empresa conjunta de distribución de Filipinas, seguida de una retirada en agosto de 2017 del resto de los países de la empresa conjunta de distribución del sudeste asiático con Disney.
En noviembre de 2015, Disney UK inició las pruebas del servicio de streaming de Disney, DisneyLife, con películas, series de televisión, libros y pistas de música de Disney, bajo la dirección de su gerente general, Paul Brown. El plan original era que el servicio se extendiera a otros países de Europa, como Francia, España, Italia y Alemania en 2016. En octubre de 2017, Irlanda fue el segundo país en que DisneyLife estuvo disponible. DisneyLife se lanzó en diciembre de 2015 a través de una asociación entre Disney y Alibaba Digital Entertainment solo para que el gobierno chino la cerrara en abril de 2015 debido a las reglas de contenido extranjero. En cambio, en febrero de 2018, Disney y Alibaba iniciaron un nuevo acuerdo que coloca el contenido de Disney en la plataforma de streaming Youku de Alibaba. El 25 de mayo de 2018, DisneyLife se expandió a Filipinas, convirtiéndose en el tercer país donde el servicio está disponible.
En agosto de 2016, The Walt Disney Company adquirió una participación de 1/3 en BAMTech por $1000000000, con la opción de adquirir una participación mayoritaria en el futuro. El 8 de agosto de 2017, Disney anunció que aumentaría su participación en la compañía a una control del 75% por 1.58 mil millones de dólares. Disney también reiteró su plan de lanzar un servicio de streaming de la marca ESPN a principios de 2018 y de la marca Disney en 2019. Tras la adquisición de 21st Century Fox por parte de Disney, Disney se hizo cargo de los canales incluidos en la compra. También de los canales fuera de los Estados Unidos.
Walt Disney Direct-to-Consumer & International se formó como parte de la reorganización estratégica de The Walt Disney Company el 14 de marzo de 2018 con el fin de integrar los activos de 21st Century Fox, con unidades provenientes de todos los demás segmentos. Kevin Mayer fue nombrado presidente del nuevo segmento. Con la reestructuración, se espera que el presidente de Disney International, Andy Bird, abandone The Walt Disney Company. El 25 de mayo de 2018, se incorporó Walt Disney Direct-to-Consumer and International.

## Unidades
- Disney Streaming Services
  - Disney+
  - ESPN+
  - Hulu

- Walt Disney Studios Home Entertainment
- Disney–ABC Domestic Televsion
- Disney Media Distribution

- Walt Disney Studios Home Entertainment (Internacional y a través de regiones)
- The Walt Disney Company Latin America
  - Patagonik Film Group (30%)
  - Rede Telecine
- The Walt Disney Company Europe, Middle East and Africa (EMEA)
  - The Walt Disney Company Spain & Portugal

- Nombre legal: The Walt Disney Company Limited (Compañía registrada del Reino Unido)
  - Super RTL (50%)
  - RTL II (15.8%)
- The Walt Disney Company Asia Pacific[18]
  - The Walt Disney Company (India) Private Limited
    - UTV Software Communications
      - UTV Motion Pictures

    - Disney Star
      - Hotstar
      - Fox Star Studios

    - Tata Sky (30%)

  - North Asia group
    - Walt Disney Japan Co., Ltd.
    - Walt Disney Greater China
      - The Walt Disney Company (China) Ltd.
      - The Walt Disney Company (Taiwan) Ltd.
      - Disney South Korea

  - South Asia group
    - The Walt Disney Company (Philippines) Inc.[19]
    - The Walt Disney Co. (South East Asia) Pte Ltd. (Singapur)
    - The Walt Disney Co (Malaysia) Sdn Bhd[20]
    - Walt Disney Indonesia[21]
    - The Walt Disney (Thailand) Company Limited[22]

  - The Walt Disney Company (Australia) pty Ltd.

### Filiales transferidas
| Unidad | De                                             | Años    |
| --- | ---------------------------------------------- | ------- |
| Disney Digital Network | Disney Consumer Products and Interactive Media | 2018–   |
| BAMTech (75%) | Disney corporate strategy office               | 2018—   |
| Hulu (30%) | Disney–ABC Television Group                    | 2018—   |
| Walt Disney Studios Home Entertainment - Movies Anywhere | Walt Disney Studios                            | 2018–   |
| Disney–ABC Domestic Television | Disney–ABC Television Group (DATG)             | 2018—   |
| Disney Channels Worldwide (International) | Disney–ABC Television Group (DATG)             | 2018—   |
| Disney Media Distribution | Disney–ABC Television Group (DATG)             | 2018—   |
| DATG advertising sales | Disney–ABC Television Group (DATG)             | 2018—   |
| ESPN sales and marketing | ESPN Inc.                                      | 2018—   |
| ESPN International Negocios regionales | ESPN Inc.                                      | 10/2018 |
| Walt Disney International South Asia - The Walt Disney Company India - UTV Software Communications - The Walt Disney Co. (Philippines) Inc. - The Walt Disney Co. (Southeast Asia) Pte Ltd. (Singapur) - The Walt Disney Co. (Malaysia) Sdn Bhd - PT Walt Disney Indonesia - The Walt Disney (Thailand) Company Limited - The Walt Disney Company (Vietnam) | Walt Disney International                      | 2018–   |
| The Walt Disney Company EMEA (Empresas adicionales) - Super RTL (50%) - RTL II (15.8%) | Walt Disney International                      | 2018–   |
| Walt Disney International North Asia - Walt Disney Japan Co., Ltd. - Walt Disney Greater China - The Walt Disney Company (China) Ltd. - The Walt Disney Company (Taiwan) Ltd. - Disney South Korea | Walt Disney International                      | 2018–   |
| The Walt Disney Company Latin America | Walt Disney International                      | 2018–   |
| - Disney Star - Hotstar - Tata Sky (30%) - TrueX - Fox Networks Group - Fox Star Studios - Rede Telecine - Hulu (30%) | 21st Century Fox                               | 2019—   |
| |                                                |         |